# Zaouia Sidi Tahar
Zaouia Sidi Tahar (en àrab زاوية سيدي الطاهر, Zāwiyat Sīdī aṭ-Ṭāhir; en amazic ⵣⴰⵡⵢⴰ ⵏ ⵙⵉⴷⵉ ⵟⴰⴱⴰⵔ) és una comuna rural de la província de Taroudant, a la regió de Souss-Massa, al Marroc. Segons el cens de 2014 tenia una població total d'11.677 persones.